# Joyce E. Chaplin
Joyce E. Chaplin (nascida em 28 de julho de 1960, em Antioch, California) é uma historiadora e acadêmica estadunidense conhecida por seus artigos e pesquisas sobre história americana, história ambiental e história intelectual. Ela ocupa a cadeira James Duncan Phillips Professor of Early American History na Universidade de Harvard onde ensina sobre história da ciência, colonialismo e história ambiental. Ela foi bolsista do Guggenheim e bolsista da Academia Americana de Artes e Ciências de 2019. Em 2020 foi eleita para a American Philosophical Society.

## Vida
Após receber seu bacharelado pela Northwestern University e seu doutorado pela Johns Hopkins University em 1986, ela lecionou na Vanderbilt University em Nashville por quatorze anos (1986-2000). Joyce se tornou professora de história em Harvard em 2000. Antiga bolsista Fulbright no Reino Unido, ela ensinou em seis diferentes instituições em dois continentes, uma ilha, e um península, e em um programa de estudos marítimos sobre o Oceano Atlântico.

## Trabalhos selecionados
- Ansious Pursuit: Agricultural Innovation and Modernity in the Lower South, 1730-1815 Chapel Hill: University of North Carolina Press, 1993.ISBN 9780807846131 ,OCLC 916396138
- Assunto: Tecnologia, Corpo e Ciência na Fronteira Anglo-Americana, 1500-1676 Cambridge, Mass. : Harvard University Press, 2001.ISBN 9780674004535ISBN 9780674004535 ,OCLC 924957626 [5]
- O primeiro Scientific American: Benjamin Franklin e a busca do gênio em Nova York : Livros Básicos, 2006.ISBN 9780465009558ISBN 9780465009558 ,OCLC 62897551 [6]
- Round About the Earth: Circumnavigation from Magellan to Orbit New York: Simon & Schuster, 2012.ISBN 9781416596196ISBN 9781416596196 ,OCLC 779266177 [7]
- com Alison Bashford, The New Worlds of Thomas Robert Malthus: Re-reading the Principle of Population, Princeton : Princeton University Press, 2016.ISBN 9780691164199ISBN 9780691164199 ,OCLC 995299915